# Дзагуровы
Дза́гуровы (дигор. Дзагуртæ, ирон. Дзагуыртæ) — дигорская фамилия.

## Антропонимика
Объясняется из осетинского языка (осет. дзагуыр, дзагур) — ‘стамеска’

## Происхождение рода
Согласно фамильному преданию, некогда в дигорском селении Мастинока жили два молодых брата, одного из них звали Асланбек, а имя другого брата и его дальнейший жизненый путь уже никто не помнит.
Также известно что братья занимались обработкой железа и считались хорошими кузнецами. Из железа они могли изготовить все необходимые инструменты для домашнего хозяйства, такие как: топоры, ножи, стамески и тому подобные вещи. Предполагают что именно поэтому братьев стали так их называть, то есть по роду их деятельности.
Первопредка фамилии звали Абисал, у него был сын — Будзу, у Будзу был сын — Багкул, далее идёт — Майран (Матвей, или же Уагке). У Майрана было два сына — Гамат и Дзабо. Потомство Дзабо (или Алексей) — Тембол, Губади, Дзахо, Георги. У Георгия дети — Сергей, Зина и Владик. От второго сына Майрана происходят: Дафа (Давид), Сахар, Туца (Омар). От последнего — Борнаф, его сын — Баса, и Баса сын — Казбек.
Большая части фамилии переселилась в равнинные селения Христиановское (ныне город Дигора) и Магометановское (Чикола), но некоторые предпочли остаться в Мастиноке.

## Генеалогия
Родственными фамилиями (осет. æрвадæлтæ) Дзагуровых являются потомки Куло из рода Астанта — Дедегкаевы, Дзанкисовы, Казаховы, Кевросовы, Секинаевы, Тавитовы. По другой версии указывают иные близкие фамилии — Гецаевы, Дзайнуковы, Савоевы.
Генетическая генеалогия
Дзагуров — R1b-Z2110 (xGG402) R-Y5586 > R-BY71456 > R-FT226354

## Известные представители
- Атарбек Касполатович Дзагуров (1951—2024) — заведующий отделом Дигорского райкома КПСС, депутат Парламента РСО-А второго и третьего созывов.
- Галина Таймуразовна Дзагурова (1979—2022) — доктор исторических наук, профессор кафедры Российской истории кавказоведения СОГУ.
- Губади (Григорий) Алексеевич Дзагуров (1888—1979) — известный осетинский филолог, профессор.
- Сослан Григорьевич Дзагуров (1925—1985) — профессор, член-корреспондент АМН СССР (1978).

Спорт
- Георгий Павлович Дзагуров (1917—1942) — советский шахматист, кандидат в мастера спорт.
- Инал Хушинович Дзагуров (1980) — российский и словацкий борец вольного стиля, чемпион России (2001).